# William’s Green
William’s Green – przysiółek w Anglii, w hrabstwie Suffolk, w dystrykcie Babergh, w civil parish Kersey. Znajduje się 4,1 km od Hadleigh.